# Istituto di immunologia di Basilea
L'Istituto di immunologia di Basilea, più noto come Basel Institute for Immunology (BII), è stato creato nel 1968 e ha terminato la sua attività nel 2000. Nel 1969 venne fondato come istituto di ricerca di base in immunologia e collocato al n°487 della Grenzacherstrasse a Basilea, lungo il fiume Reno, a pochi isolati di distanza dal campus dell'azienda Hoffmann-La Roche, vicino al confine svizzero-tedesco. 

## Storia
Nel giugno 1968 il Consiglio d'Amministrazione della Hoffmann-La Roche approvò la decisione di costituire l'istituto. Due mesi dopo il Professor Niels Kaj Jerne accettò di diventarne il direttore. 
Nell'ottobre del 1970 il nuovo edificio iniziò a funzionare e nel giugno 1971 si tenne l'inaugurazione ufficiale. Nel febbraio 1972 venne scoperta l'opera dello scultore svizzero Jean Tinguely, denominata "Macchina a doppia elica", che richiama la struttura del DNA.
L'istituto era frutto di un concetto unico nella storia dei meccanismi di finanziamento della ricerca di base e dei rapporti tra ricerca di base e aziende. Grazie all'impegno di Paul Sacher, marito dell'erede dei La Roche, direttore d'orchestra e patrono delle arti e delle scienze, la ditta Hoffmann-La Roche si impegnò a finanziare con 24 milioni di dollari l'anno il nuovo Istituto, garantendo al suo direttore Niels Kaj Jerne completa libertà nell'organizzazione dell'attività di ricerca. Una parte consistente dei finanziamenti proveniva da sgravi fiscali garantiti dal governo svizzero alle aziende che avessero investito nella ricerca di base. Nel 1980 Jerne andò in pensione e venne sostituito da Fritz Melchers, che mantenne i temi e la visione del predecessore. 
La fondazione dell'Istituto di immunologia di Basilea corrispose a una convergenza di una massa critica di ricercatori da varie parti del mondo a Basilea, in cui tre nuove strutture miravano a studiare e sfruttare le nuove tecnologie relative alla biologia molecolare, alla clonazione genetica e allo sviluppo di modelli basati sui topi. Oltre al Basel Institute for Immunology, venivano nello stesso periodo creati l'istituto Friedrich Miescher, sponsorizzato dalla Ciba-Gaigy, ora Novartis e il Biozentrum promosso dall'Università di Basilea. È stato stimato che, negli anni Settanta del Novecento, nell'istituto venissero parlate diciassette lingue, unite dall'inglese, la lingua comune della scienza. In quel periodo erano frequenti, nei pub di Basilea, gli incontri sociali tra il personale internazionale dei tre istituti, che generavano anche accanite discussioni sugli stili di vita, l'arte e vari aspetti della scienza.
Nel febbraio 1985 l'Istituto subì un devastante incendio e riprese la piena attività un anno dopo.

### Chiusura
Nel 2000, il Basel Institute for Immunology è stato sciolto dall'azienda Hoffmann-La Roche, che ha reindirizzato i suoi investimenti alla divisione Ricerca e sviluppo dell'azienda, denominata Roche Center for Medical Genomics. Nel 2010 la sede originale de BII risulta essere la sede della ditta Basilea Pharmaceutica Ltd.

## Struttura e organizzazione
L'edificio era costruito su due piani, dove apposite scale a chiocciola facilitavano l'interazione tra i vari gruppi. Il centro, anche architettonico, dell'attività era la caffetteria. Gli scienziati, dai giovani appena usciti dal dottorato ai professori anziani godevano di una completa libertà di ricerca, senza le pressioni dovute alla necessità di trovare finanziamenti individuali, scrivere continui progetti di ricerca e ottemperare ai desideri dei finanziatori. La struttura amministrativa dell'istituto era ridotta al minimo. La vita dell'Istituto era ravvivata da continue visite da parte di scienziati da tutto il mondo, per periodi da un giorno ad alcuni mesi. 
Il BII era conosciuto come un luogo di addestramento al ragionamento indipendente, utile allo sviluppo della propria carriera, piuttosto che essere il luogo di un'intera vita lavorativa. Nel corso della sua esistenza trentennale, l'istituto ha mantenuto un gruppo centrale di circa cinquanta ricercatori, con una età media di 35 anni. Circa 500 scienziati hanno lavorato all'istituto, costituendo una significativa parte della ricerca in campo immunologico. Gli scienziati dell'istituto hanno ricevuto 27 premi internazionali in immunologia, che comprendono tre premi Nobel a Niels K. Jerne, Georges Köhler e Susumu Tonegawa. 
L'istituto è stato basato su circa 10-15 scienziati permanenti, 30 temporanei e oltre 50 tecnici e amministrativi. I ricercatori sono stati organizzati in piccoli gruppi, da tre a cinque elementi, che interagivano tra di loro. Gran parte del personale aveva contratti rinnovabili dai 2 ai 5 anni. Pochissimi ricercatori avevano l'assunzione a tempo indeterminato. 